# Ekaterina Ilyukhina
Ekaterina Sergeyevna Ilyukhina (em russo: Екатерина Сергеевна Илюхина; Novosibirsk, 19 de junho de 1987) é uma snowboarder russa.
Em 2010, nos Jogos Olímpicos de Inverno de Vancouver, ela conquistou a medalha de prata na modalidade slalom gigante paralelo, sendo a primeira medalha da Rússia no snowboard olímpico.